# Sistema Penitenciario de Israel
El Servicio de Prisiones del Estado de Israel (en hebreo שירות בתי הסוהר) es la organización nacional gubernamental que sirve como gestor de las cárceles israelíes y forma parte del sistema penal israelí. Sus tareas son mantener los prisioneros detenidos bajo unas condiciones adecuadas y seguras, proveer las necesidades básicas de los presos, aplicar medidas correctivas adecuadas a cada prisionero, para mejorar su capacidad para integrarse de nuevo en la sociedad una vez los presos sean liberados. El Servicio de prisiones israelí ha pasado por varios cambios en los últimos años, como parte de su crecimiento y de un proceso de renovación promovido por las diversas autoridades de los organismos de seguridad, el servicio quiere convertirse en una de las organizaciones de prisiones más modernas a nivel mundial. El servicio de prisiones pertenece administrativamente al Ministerio de Seguridad. Junto con el ministerio, y bajo su supervisión, conocimiento, y acciones, el servicio de prisiones pretende alcanzar sus objetivos.

## Rehabilitación de los prisioneros
Una de las partes más importantes en la rehabilitación de los prisioneros es la provisión de unos hábitos de trabajo y una formación profesional, que ayude al prisionero a integrarse bien en la sociedad una vez haya sido liberado. El trabajo es importante para su salud física y mental, y puede mejorar su autoestima, todo ello crea unas rutinas que pueden alejarle de sus antiguos hábitos delictivos. El concepto de corrección está basado en la creencia de que es posible proveer a los convictos con las medidas correctivas y a la vez iniciar un proceso de cambio en su conducta. El servicio de prisiones se considera obligado a utilizar un tiempo de encarcelamiento para iniciar este proceso y llevar a cabo su desarrollo. El tiempo de encarcelamiento es un momento duro en la vida del prisionero, pero también una oportunidad para la educación, el tratamiento y las actividades de rehabilitación. El prisionero es introducido a medidas que mejorarán sus oportunidades de volver a la sociedad con éxito. Está en un lugar en donde el tratamiento está disponible, tiene suficiente tiempo libre y sus dificultades son mayores. Estas condiciones crean una oportunidad para la terapia y la intervención educacional, que están diseñadas para cada prisionero y sus necesidades. Esta intervención le ayudará a través de estos momentos difíciles y hará posible su rehabilitación en la sociedad.

## Departamento de educación
El departamento de educación se encarga de llevar a cabo las actividades educativas de los prisioneros de todas las cárceles del país. Su objetivo es cambiar el pensamiento y la conducta y proveer las medidas y habilidades para ayudar al prisionero a convertir el periodo de encarcelamiento en una lección vital, por tanto mejorando sus capacidades de volver con éxito a la sociedad. Este proceso es posible gracias a los programas educacionales y las actividades designadas para los diferentes prisioneros y las necesidades de cada uno de ellos.

## Proceso de reclutamiento de los guardias
Para convertirse en un miembro del personal del Servicio de Prisiones, hay que pasar por un proceso que incluye varias etapas. Son elegidos los candidatos más adecuados entre los solicitantes. El trabajo de los guardias de seguridad al llegar al final del proceso de reclutamiento estará determinada por las necesidades operacionales del servicio de prisiones.

## Historia del servicio
Cuando se fundó el Estado de Israel en 1948, el Ministerio de Policía fue establecido. El Servicio de Prisiones comenzó entonces como un departamento de la Policía israelí. Sin embargo se decidió ya en 1949 que había que separar el servicio de prisiones del cuartel nacional de la Policía, y que este servicio debía operar como una unidad independiente. También se decidió que el jefe del servicio sería un comisario, que estaría subordinado al Ministerio de Policía. El primer comisario fue Gero Gera, que sirvió en esa posición entre los años 1949 a 1951.

## Unidades especiales
Un cierto número de unidades especiales operacionales han sido establecidas dentro del Servicio de Prisiones Israelí, con la finalidad de hacer frente a los riesgos y las amenazas que hay en el campo de las instalaciones penitenciarias, tanto dentro como fuera de los muros de la prisión. Cada una de estas unidades cumple con una función muy precisa y todas ellas pertenecen administrativamente al servicio de prisiones.

### Unidad Metzada
La Unidad Metzada es la unidad especial de intervención del servicio de prisiones. Esta unidad se formó a finales de 2003, y es una unidad operacional de ámbito nacional, está formada por un personal con un entrenamiento intensivo. Los miembros de la unidad "Metzada" tienen que estar siempre alerta y listos para ofrecer soluciones profesionales adecuadas en situaciones de emergencia, tales como altercados, motines, asaltos, escándalos, revueltas, intentos de fuga de la cárcel y otras situaciones peligrosas. Esta unidad se ha especializado en utilizar métodos no letales para neutralizar a los presos. La unidad también ofrece soluciones para las fuerzas de seguridad del país en tiempos de emergencia, también participa y contribuye en los simulacros nacionales que realizan periódicamente las fuerzas especiales. Antes de la creación de esta unidad, el servicio de prisiones israelí dependía totalmente de las FDI y la Policía israelí.

### Unidad Nachshon
La Unidad Nachson (en hebreo: יחידת נחשון) es el brazo operativo del servicio de prisiones israelí. La unidad fue establecida en 1973, y sirve como la unidad central para la observación de los prisioneros, las intervenciones operativas y la seguridad. Las tareas de la unidad incluyen, entre otros: escoltar a los prisioneros y los detenidos desde una instalación de encarcelamiento hasta otro lugar, e intervenir durante eventos irregulares que puedan tener lugar para establecer el orden y la seguridad. La unidad ayuda a conducir búsquedas amplias dentro de las cárceles para encontrar armas, drogas, información, notas, explosivos, teléfonos móviles, tarjetas SIM, y cualquier información sobre posibles atentados terroristas enemigos. La unidad también debe garantizar la seguridad de los miembros del personal del servicio de prisiones que han sido amenazados (ellos y sus familias) entrega prisioneros a países extranjeros como parte de los acuerdos internacionales de extradición de prisioneros, escolta a los detenidos hacia los tribunales y se encarga de mantener la seguridad de la sala del tribunal, e incluso escolta a presos peligrosos en sus visitas domésticas y cuando salen de la cárcel para recibir tratamiento médico. Los miembros de la unidad Nachshon escoltan alrededor de 1.800 prisioneros, criminales y terroristas diariamente en los vehículos de la unidad, esto da como resultado una cifra anual de 390.000 prisioneros. 
La unidad dispone de cientos de vehículos operacionales especialmente diseñados, desde autobuses hasta camiones pasando por motocicletas, todos ellos están adaptados para escoltar a los prisioneros. Los vehículos sirven como cárceles móviles, transportando a un sector violento y peligroso de la sociedad que es muy probable que intente escapar. Estos vehículos pueden funcionar tanto de día como de noche y pueden llegar a cualquier lugar del país. La unidad Nachshon se divide en 3 brigadas repartidas por todo el país (el norte, el centro y el sur), y que están bajo el mando del cuartel general de la unidad.

### Yamar Dror
La unidad Yamar Dror fue fundada en 1993, es la unidad anti-narcóticos del servicio de prisiones de Israel, y fue creada para luchar contra la droga. La unidad está especializada en realizar búsquedas e interrogatorios.

## Organización territorial
El sistema penitenciario de Israel, (en hebreo: שירות בתי הסוהר, Sherut Batei HaSohar), más comúnmente conocido como Shabas, es el sistema de prisiones israelí. Controla las cárceles del país y es el responsable de los presos civiles así como de la seguridad de las prisiones para palestinos. El Shabas se divide en tres bloques de prisiones: norte, central y sur.

### Norte
- Kishon Detention
- Tzalmon Prison
- Carmel Prison
- Shita Prison
- Megiddo Prison
- Hermon Prison
- Gilbo'a Prison
- Damun Prison

### Central
- Sección Tel-Aviv
- Sección Petah-Tikvah
- Nitzan Centro de Detención
- Hadarim Centro de Detención
- Neve Tirtza (Centro de Detención para Mujeres)
- HaSharon Prisión
- Ofek Prisión
- Rimonim Prisión
- Ashmoret Prisión
- Ayalon Prisión
- Mahsihao Prisión
- Magen Prisión
- Giv'on Prisión
- Ofer Prisión

### Sur
- Jerusalén Centro de Detención
- Eilat Centro de Detención
- Ohalei Kedar Centro de Detención
- Sarhronim (Centro de Detención para emigrantes)
- Dekel Prisión
- Shikma Prisión
- Nafha Prisión
- Eshel Prisión
- Kitziot Prisión

## Graduación
Guardias
- Soher
- Rav Soher
- Samal
- Samal Rishon

Sub-oficiales
- Rav Samal
- Rav Samal Rishon
- Rav Samal Mitkadem
- Rav Samal Bakhir
- Rav Nagad

Oficiales
- Meyshar Mishne
- Meyshar
- Kalai
- Rav Kalai
- Sgan Gundar
- Gundar Mishne
- Tat Gundar
- Gundar
- Rav Gundar